# دراغون بليد
دراغون بليد (Dragon Blade) فيلم ملحمي أكشن إنتاج عام 2015 , بطولة جاكي شان وجون كيوزاك. تكلفة إنتاج الفيلم تخطت الـ65 مليون دولار.

## القصة
تدور قصة الفيلم حول مجموعة من الجنود الرومان يضلون طريقهم في الصين التي وصلو إليها محاولين احتلالها، إلا أن قائدهم يقرر التمرد على عدوان بلاده والتعاون مع قائد صيني من أجل التصدي للمزيد من القوات التي أرسلها زعيم بلده الذي لا يريد فقط احتلال الصين، ولكن أيضًا الثأر من القائد الروماني.

## روابط خارجية
- دراغون بليد على موقع IMDb (الإنجليزية)
- دراغون بليد على موقع ميتاكريتيك (الإنجليزية)
- دراغون بليد على موقع روتن توميتوز (الإنجليزية)
- دراغون بليد على موقع نتفليكس (الإنجليزية)
- دراغون بليد على موقع قاعدة بيانات الأفلام العربية
- دراغون بليد على موقع ألو سيني (الفرنسية)
- دراغون بليد على موقع Turner Classic Movies (الإنجليزية)
- دراغون بليد على موقع أول موفي (الإنجليزية)
- دراغون بليد على موقع بوكس أوفيس موجو (الإنجليزية)
- دراغون بليد على موقع فيلمافينيتي (الإسبانية)